# Nokilalaki
Nokilalaki (indonez. Gunung Nokilalaki, Bulu Nokilalaki) – szczyt górski na wyspie Celebes, jeden z wyższych w prowincji Celebes Środkowy; wysokość 2355 m n.p.m. (według niektórych źródeł ok. 2370 m n.p.m.). Leży na terenie Parku Narodowego Lore Lindu.